# Курэй, Фома
Фома Курэй (там. மால்கம் ரஞ்சித்; 28 декабря 1901, Негомбо, Британский Цейлон — 29 октября 1988, Коломбо, Шри-Ланка) — первый шри-ланкский кардинал, облат. Титулярный архиепископ Преславо и коадъютор, с правом наследования, Коломбо с 14 декабря 1945 по 26 июля 1947. Архиепископ Коломбо с 26 июля 1947 по 2 сентября 1976. Кардинал-священник с 22 февраля 1965, с титулом церкви Санти-Нерео-эд-Акиллео с 25 февраля 1965.